# Luis Gómez de la Sota
Luis Gómez de la Sota (Orejo, c. 1918-Santa Cruz de Bezana, 17 de febrero de 2007) fue un político español, alcalde del municipio cántabro de Solórzano.

## Biografía

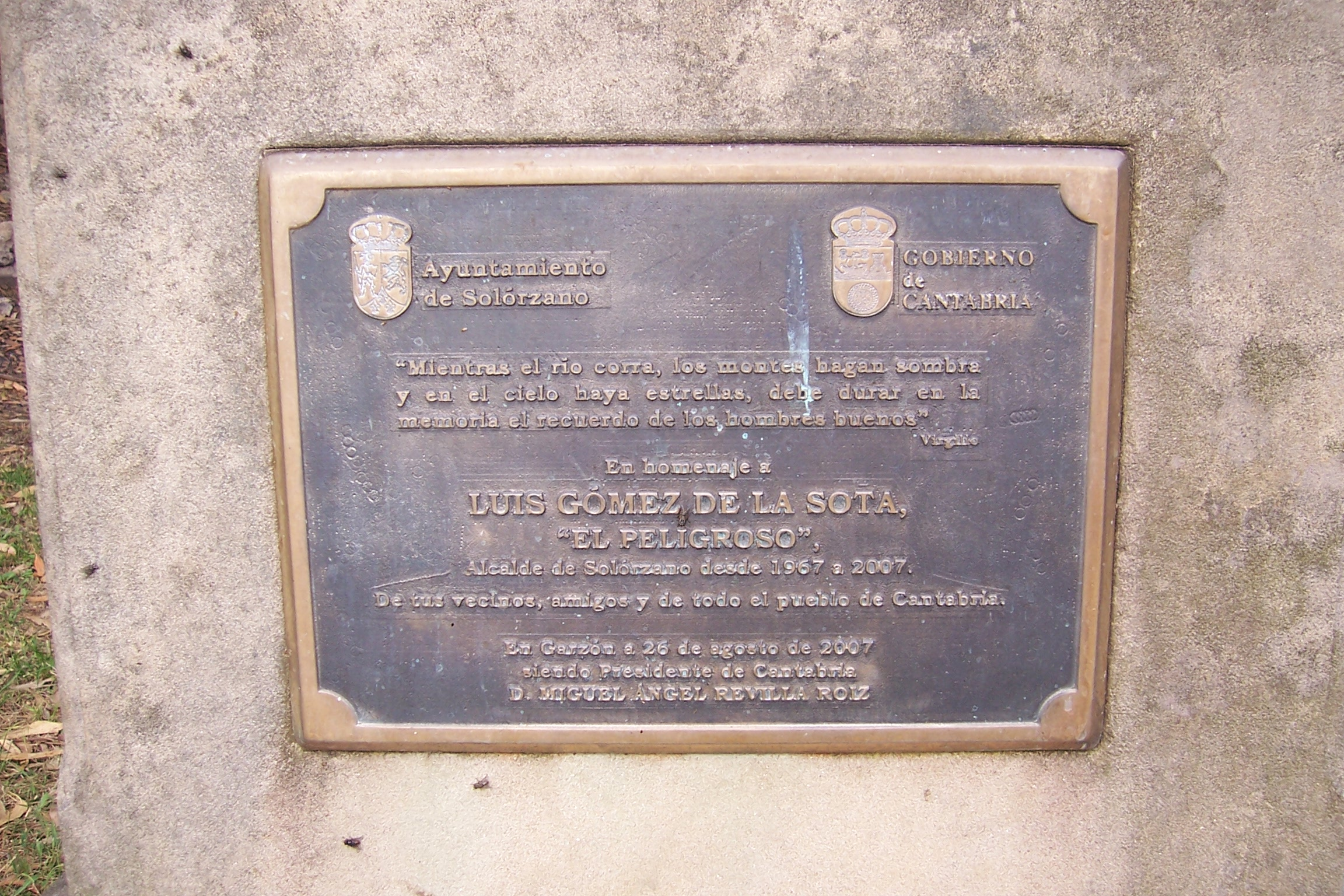
Placa en homenaje a Gómez de la Sota en Garzón (Solórzano).

Nació hacia 1918 en la localidad de Orejo, perteneciente al municipio de Marina de Cudeyo. Fue alcalde del municipio de Solórzano durante cuarenta y ocho años (desde 1962), siendo el regidor español de mayor edad y con más tiempo de permanencia en el cargo. Gobernó el municipio siempre con mayoría absoluta, en su última etapa con el PRC (desde 1999 por su amistad con Miguel Ángel Revilla), anteriormente con UPCA y AP. 
Propuso sin éxito fusionar su propio municipio, Solórzano, con Hazas de Cesto frente a las administraciones de superior instancia. Afirmaba «llevarse bien con todos: «derechas, izquierdas y centros». Al margen de su papel en la política local, Luis Gómez fue también tratante de ganado en su pueblo natal, Orejo, importador de reses de ultramar, empresario de la madera, corresponsal del entonces Banco de Santander y conservero de anchoa, entre otras ocupaciones.
Falleció el 17 de febrero de 2007 a los ochenta y nueve años de edad, en la Clínica Mompía de Santa Cruz de Bezana. El funeral se llevó a cabo en la iglesia parroquial de San Pedro (Solórzano) y a este acudió Miguel Ángel Revilla.